# 维隆戈
维隆戈（義大利語：Villongo），是意大利贝加莫省的一个市镇。总面积5.93平方公里，人口7628人，人口密度1286.3人/平方公里（2009年）。国家统计（ISTAT）代码为016242。